# Ray-Ban Wayfarer

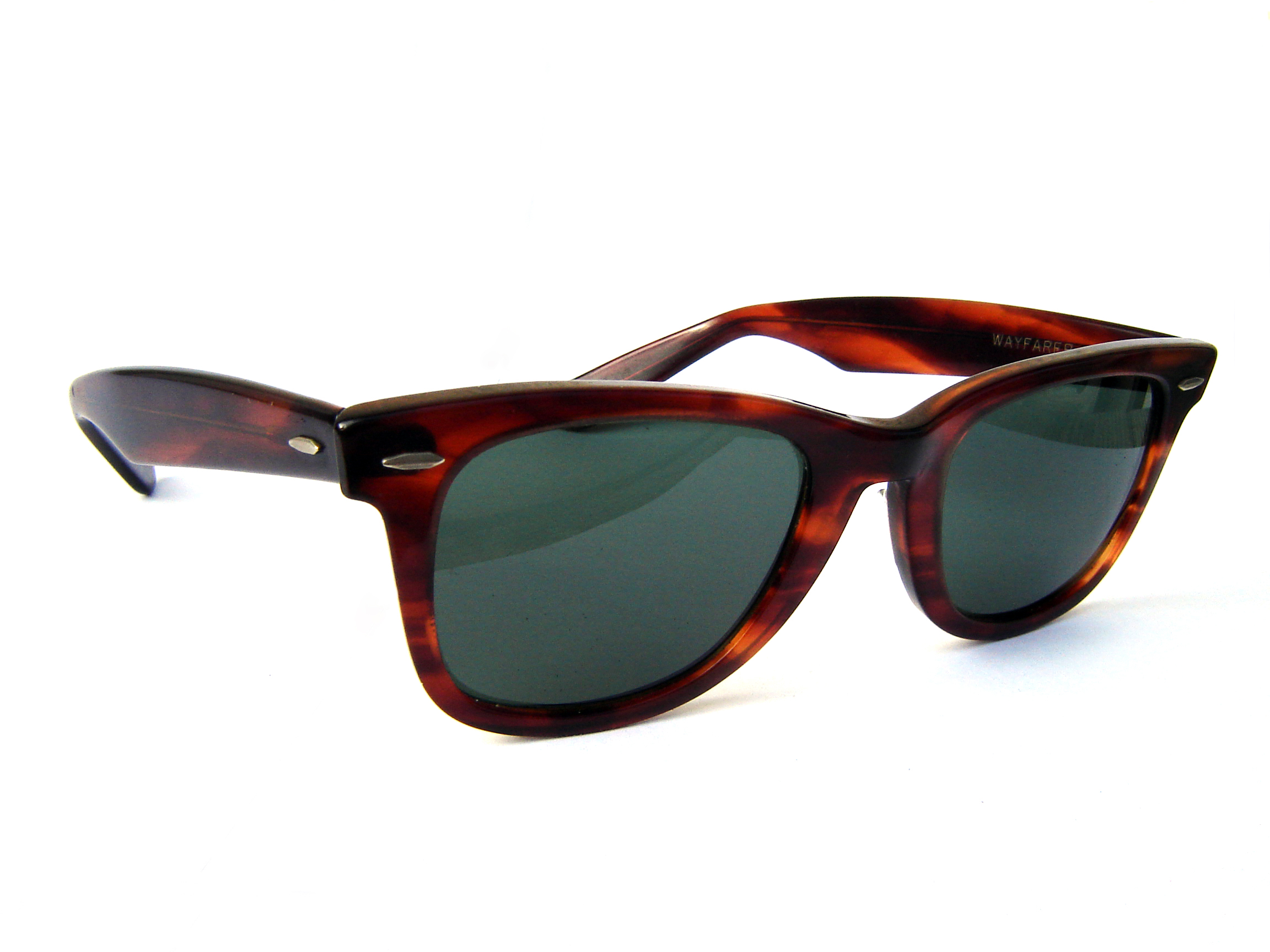
Clássico óculos de sol Ray-Ban Wayfarer dos anos 80 (modelo B&L5022)

Ray-Ban Wayfarer é um modelo de óculos fabricado pela Ray-Ban desde 1956, que por sua vez pertence ao grupo italiano Luxottica desde 1999. Os Wayfarer inicialmente ganharam popularidade nas décadas de 1950 e 1960, voltando à popularidade no ano de 1982, e posteriormente nos anos 2000.

## Design e popularidade inicial

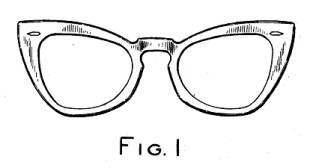
Design da patente norte-americana #169995

Os Wayfarer foram projetados em 1952 pelo designer óptico americano Raymond Stegeman, que trabalhava para a Bausch & Lomb, a empresa-mãe da Ray-Ban naquela época. O design foi inspirado em "um clássico do meio do século para rivalizar com as cadeiras Eames e os Cadillacs rabo de peixe". De acordo com o crítico de design Stephen Bayley, a "distinta armação trapezoidal falava uma linguagem não verbal que aludia a perigo instável, mas um bem temperado por  hastes robustas que, de acordo com o comercial, deram às armações um "visual masculino". Os óculos de sol também apresentavam uma nova tecnologia de moldagem de plástico.

## Cronologia

### Década de 70 e 80

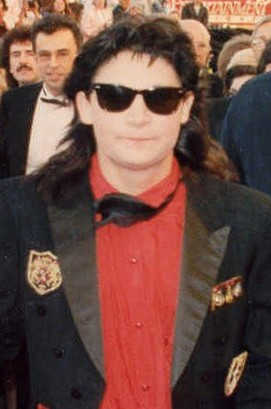
O ator Corey Feldman usando um Wayfarer na premiação do Oscar, 1989

Após o apogeu dos Wayfarer nas décadas de 1950 e 1960, as vendas dos óculos diminuíram, e embora sua popularidade cultural tenha sido ajudada em 1980 pelo filme The Blues Brothers, apenas 18.000 pares foram vendidos em 1981, e os Wayfarer estavam à beira da descontinuação. Em 1982, a Ray-Ban assinou um contrato de U$ 50,000 por ano com a empresa Unique Product Placement, localizada em Burbank, Califórnia, para colocar Ray-Bans em filmes e programas de televisão. Entre 1982 e 1987, os óculos de sol da Ray-Ban apareceram em mais de 60 filmes e programas de televisão por ano, um trabalho que continuou até 2007. Tom Cruise ter usado um Wayfarer no filme de 1983 Risky Business  foi uma dos elementos-chave da campanha, e, naquele ano, foram vendidos 360.000 pares dos óculos. Aparições adicionais em filmes como The Breakfast Club, e séries como Miami Vice e Moonlighting, levaram a vendas anuais de 1,5 milhões de unidades.
Diversos músicos também já usaram Wayfarer em suas apresentações ao vivo, incluindo Michael Jackson, Billy Joel, Johnny Marr, Debbie Harry da banda Blondie, Madonna, Depeche Mode, Elvis Costello e membros das bandas U2 e Queen, bem como por figuras públicas, como a inteligência artificial Max Headroom, o ator Jack Nicholson e a editora-chefe da revista Vogue Anna Wintour.
Em seus livros, Bret Easton Ellis fez referências aos Wayfarer. Letras que mencionavam o estilo dos óculos incluem a canção de 1984 de Don Henley, "The Boys of Summer", que contém a estrofe "Você tem aquele cabelo penteado pra trás e aqueles Wayfarer, baby". O videoclipe da canção "Sunglasses at Night", de Corey Hart, mostrava o cantor usando um Wayfarer na escuridão. Em resposta a toda essa promoção, o Ray-Ban Wayfarer foi expandido de dois modelos, em 1981, para cerca de 40 modelos em 1989.

### Anos 90

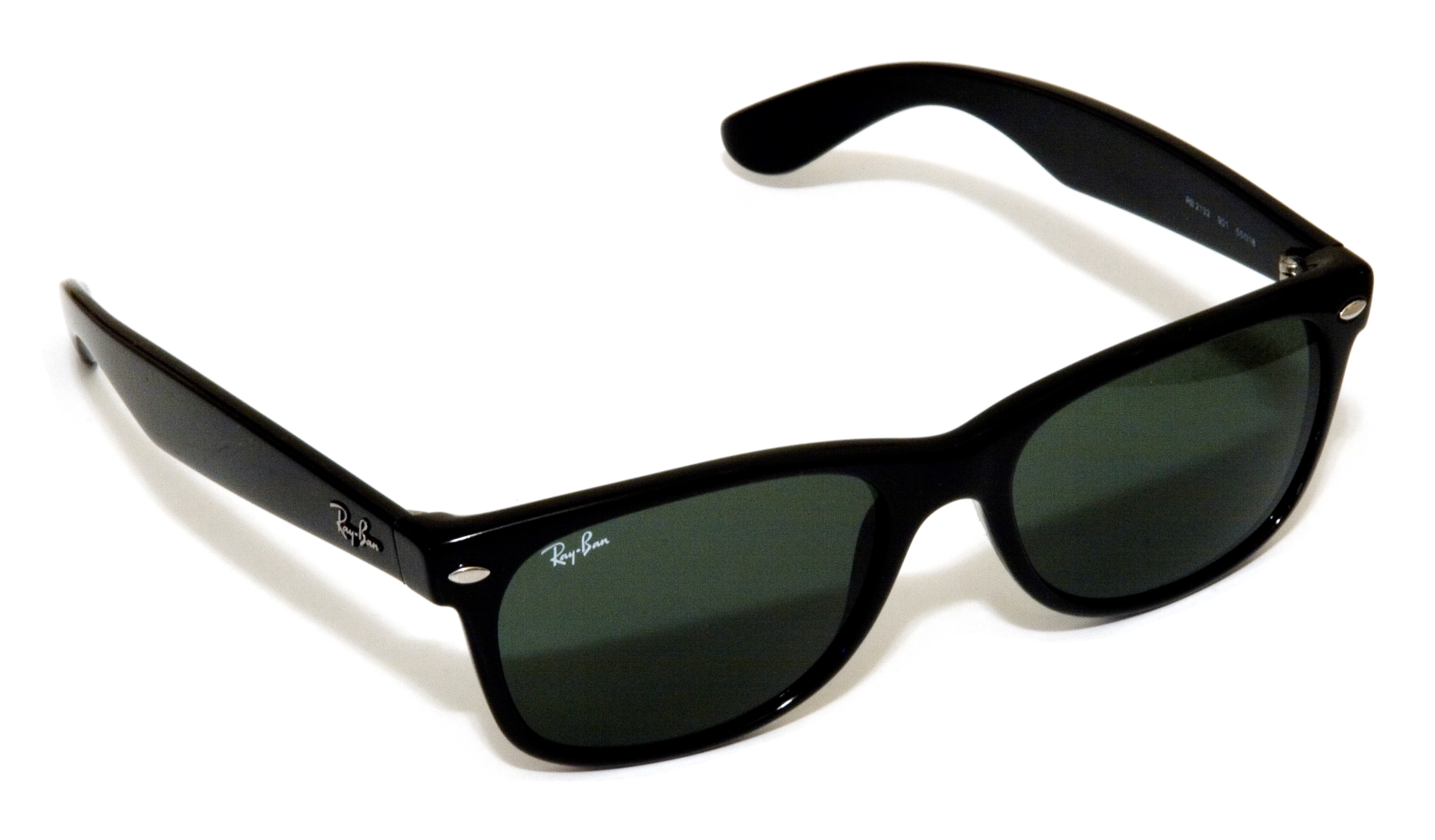
Novos óculos de sol Ray-Ban Wayfarer (RB2132 901L)

Com o inicio da década de 1990, novamente os óculos deixaram de ser populares. O revival dos anos 1950 que alimentou a popularidade dos óculos na década de 1980 perdeu o impulso, e os Wayfarer foram superados por armações arredondadas. Durante a brusca queda na década de 1990, a empresa-mãe da Ray-Ban, a Bausch & Lomb, enfrentava pressão de concorrentes como a Oakley, e, em 1999, a Bausch & Lomb vendeu a Ray-Ban ao grupo italiano Luxottica Group S.P.A., por US$ 640 milhões. Em 2001, o Wayfarer passou por um redesign significativo (RB2132), as armações tornaram-se menores e menos angulares, e foi trocado o uso do acetato por um plástico mais leve. As mudanças visavam atualizar o estilo das armações durante um período de impopularidade e torná-los mais fáceis de usar (a inclinação das armações anteriores tornava impossível colocá-los no topo da cabeça, por exemplo).

### Anos 2000
Os Wayfarer voltaram à moda no final dos anos 2000, depois que figuras públicas, incluindo as atrizes norte-americanas Chloë Sevigny e Mary-Kate Olsen, começaram a usar armações vintage. Quando a Ray-Ban notou que os Wayfarer antigos estavam sendo vendidos por preços significativos no site de vendas eBay, foi iniciada uma reintrodução, em 2007, do modelo Wayfarer original (RB2140). O modelo RB2140 é idêntico ao modelo original B&L5022, exceto que as "presilhas" metálicas das hastes foram substituídas pelo logotipo da Ray-Ban e a lente direita também possui o logotipo (Em 2007, os Wayfarer estavam disponíveis nos modelos Original Wayfarer, New Wayfarer e Folding Wayfarer). A estratégia de marketing da Ray-Ban era tripla: um retorno ao design rebelde e original dos óculos de sol, uma campanha publicitária "ousada" e "eventos de RP de alto nível", e o uso de novas mídias, como o site MySpace, para se conectar com os consumidores. As vendas em 2007 foram 231% maiores do que em 2006 na loja de departamento Selfridges, localizada em Londres; e em outubro de 2007, o Wayfarer era o terceiro modelo mais vendido do Grupo Luxottica.

## Modelos similares

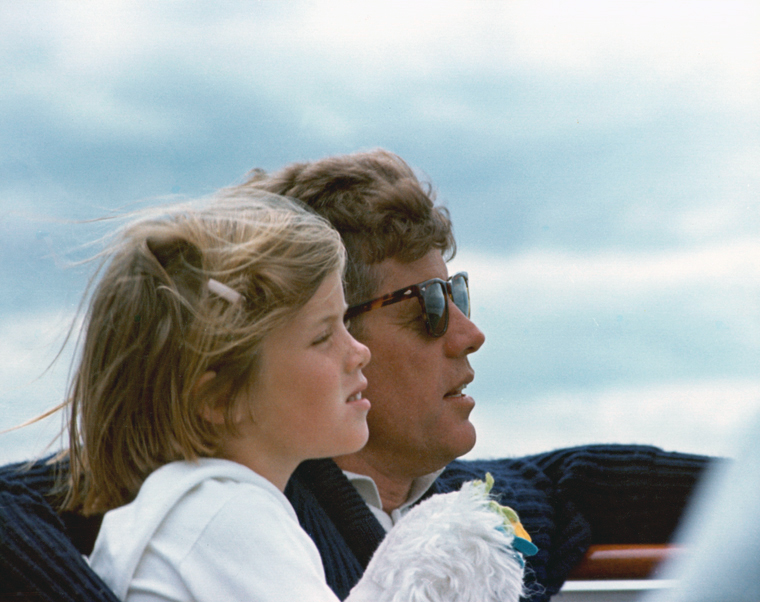
John F. Kennedy usando os óculos de sol American Optical Saratoga, que se assemelham ao Wayfarer

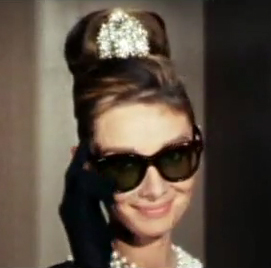
Os óculos de sol usados por Audrey Hepburn em Breakfast at Tiffany's, muitas vezes identificado como Wayfarer, são na verdade o modelo "Manhattan" da Oliver Goldsmith

Durante o revival do Wayfarer nos anos 2000, muitos modelos de óculos de sol inspirados nos Wayfarers originais foram produzidos por designers não afiliados à Ray-Ban. Grant Krajecki, da Gray Ant, projetou uma versão maior e mais caricata dos óculos, "tão extremos que [eles] são melhor usados por aqueles com um bom senso de humor". Outros modelos inspirados pelo Wayfarer incluem o Hollis, da Oliver Peoples, o Converse, da REM Eyewear, e vários modelos de 2008 da Juicy Couture, Hugo Boss, Kate Spade, Marc Jacobs e Kaenon Polarized. Entre julho e setembro de 2008, os varejistas começaram a vender Wayfarer sem armações.